# Bryophryne
Bryophryne  (лат.) — род бесхвостых земноводных из семейства Strabomantidae, обитающий в Южной Америке. Эндемики южной части Перу, которые встречаются в горных облачных лесах на высотах от 2900 до 4120 м в провинции Куско. 8 видов, пять из которых включены в Международную Красную книгу (IUCN Red List). Длина тела до 30 мм. Голова узкая, не шире тела; барабанная перепонка отсутствует; первый палец короче второго. Основная окраска коричневая.

## Классификация
Род был выделен в 2008 году в результате молекулярно-генетических исследований на основании типового вида Phrynopus cophites Lynch, 1975. Наиболее близкими родами являются таксоны Barycholos и Noblella. На ноябрь 2018 года в род включают 14 видов:
- Bryophryne abramalagae Lehr and Catenazzi, 2010
- Bryophryne bakersfield Chaparro, Padial, Gutiérrez, and De la Riva, 2015
- Bryophryne bustamantei (Chaparro, De la Riva, Padial, Ochoa, and Lehr, 2007)
- Bryophryne cophites (Lynch, 1975)
- Bryophryne flammiventris Lehr and Catenazzi, 2010
- Bryophryne gymnotis Lehr and Catenazzi, 2009
- Bryophryne hanssaueri Lehr and Catenazzi, 2009
- Bryophryne mancoinca Catenazzi, Ttito, Mallqui, and Chaparro, 2017
- Bryophryne nubilosus Lehr and Catenazzi, 2008
- Bryophryne phuyuhampatu Catenazzi, Ttito, Diaz and Shepack, 2017
- Bryophryne quellokunka De la Riva, Chaparro, Castroviejo-Fisher, and Padial, 2017
- Bryophryne tocra De la Riva, Chaparro, Castroviejo-Fisher, and Padial, 2017
- Bryophryne wilakunka De la Riva, Chaparro, Castroviejo-Fisher, and Padial, 2017
- Bryophryne zonalis Lehr and Catenazzi, 2009

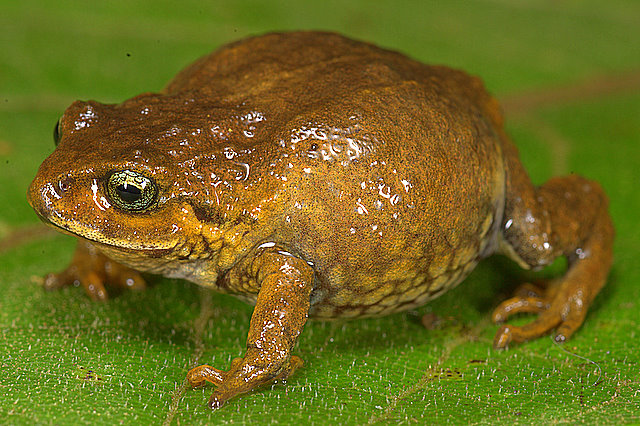
Bryophryne bustamantei
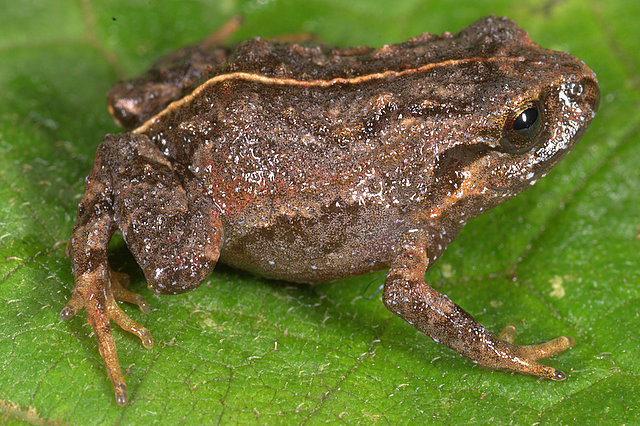
Bryophryne gymnotis
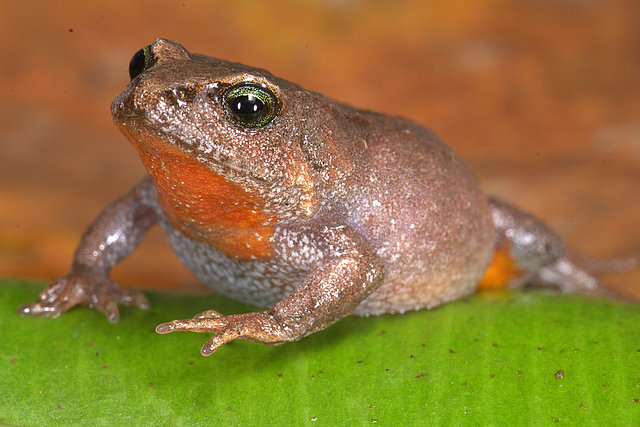
Bryophryne hanssaueri
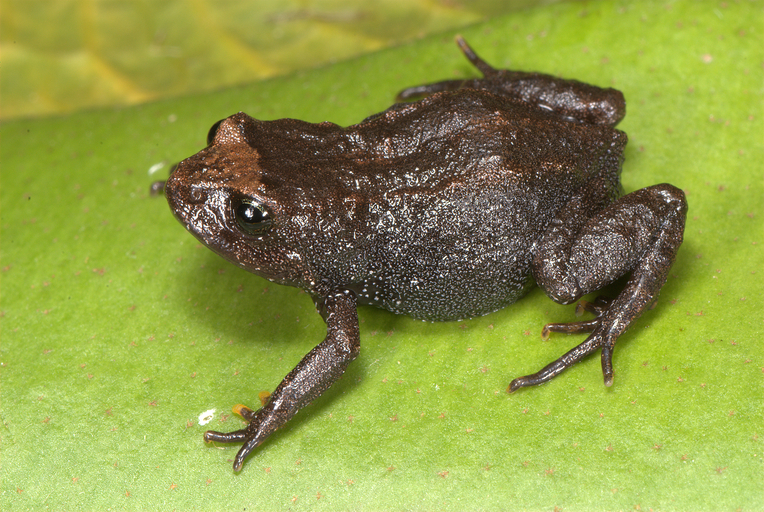
Bryophryne nubilosus
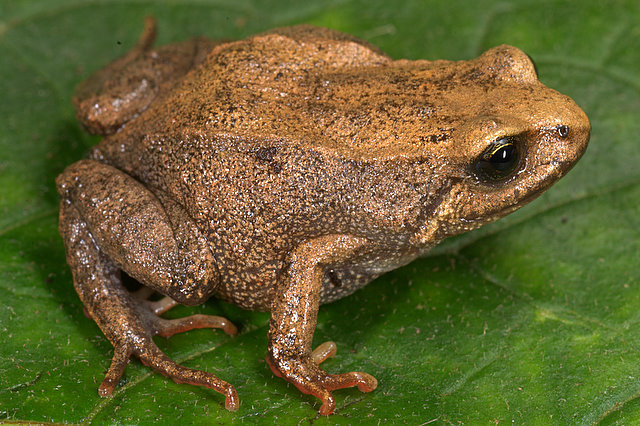
Bryophryne zonalis